# پانل عایق سازه‌ای

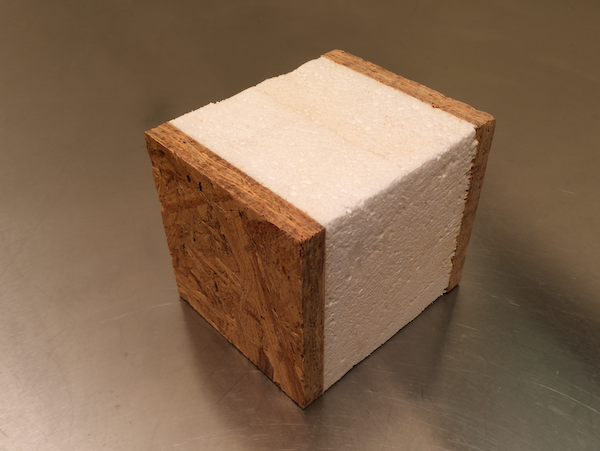
پنلهای عایق سازه‌ای معمولاً از صفحات ساندویچی OSB اطراف یک هسته پلی استری ساخته شده‌اند.

پانل عایق سازه‌ای (یا پانل عایق‌دار سازه‌ای) (SIPها)، از مصالح ساختمانی ترکیبی است. این پانل‌ها شامل یک لایه عایق با هسته‌ای سفت و سخت هستند که بین دو صفحه سازه‌ای احاطه شده‌است. صفحه‌ها می‌توانند از جنس فلز، چوب چند لایه، سیمان و اکسید منیریم باشند. صفحه‌های مبتنی بر رشته و حتی هسته گستردهٔ فومی، فومی باز شده، فوم پلی اورتان یا ساختار لانه زنبوری هم می‌توانند به عنوان صفحه‌های عایق استفاده شوند.
پانل‌های عایق سازه‌ای ویژگی‌های ساختاری همانند یک تیر یا ستون I شکل دارند. هستهٔ سفت عایق در واقع به عنوان «جان» عمل می‌کند در حالی که پوشش مانند «بال» عمل می‌کند. عایق‌ها ترکیب چندین اجزای معمولی ساختمان نظیر، ناودانی و تیرچه، عایق، رطوبت گیرو بخار گیر هستند. آن‌ها را می‌توان برای کاربردهای مختلف، مانند دیوار بیرونی، سقف، کف و سیستم‌های پایه استفاده کرد.
این پنل‌ها در اندازه‌ها یا ابعاد مختلفی تولید می‌شوند و ضخامت آن‌ها در دامنه ۴ تا ۸ اینچ است. می‌توان SIPها را در اندازه‌های بزرگ‌تر برای کارهای سفارشی تولید کرد؛ اما ممکن است پانل‌های بزرگ‌تر برای نصب به جرثقیل نیاز داشته باشند. برای پوشش داخلی نیز SIPها مطابق مشخصات پروژه، باید متناسب با الزامات خاصی تولید شوند.

## تاریخچه
اگرچه پنل‌های هسته فومی در سال ۱۹۷۰ مورد توجه بسیاری قرار گرفت، اما ایدهٔ آن برای سازه‌ها از سال ۱۹۳۰ شروع شده‌است. تحقیق و آزمایش این فناوری در درجه اول توسط (Forest Products Laboratory) در مدیسون، ویسکانسین به عنوان بخشی از یک تلاش برای خدمات جنگلداری ایالات متحده برای حفظ منابع جنگل‌ها انجام شد. در سال ۱۹۳۷ یک خانه کوچک عایق ساخته شد که بسیار مورد توجه خانم «النور روزولت» قرار گرفت. به عنوان امتحان ساختار پنل‌ها نسبت به تحمل آب و هوای ویسکانسین دانشگاه ویسکانسین ساخته شد، تا اینکه در سال ۱۹۹۸ برای ایجاد راه برای دانشکده داروسازی جدید تخریب شد. با موفقیت پنل‌های کششی غشایی توانست جایگزین آن پنل‌های سنگین تر و جمع‌آوری آن‌ها شود.
تا اینکه در سال ۱۹۴۷، توسعه ساختاری پنل عایق زمانی آغاز شد که هسته مقوا راه راه با مواد مختلف پوست از تخته سه لا، تخته فوق‌العاده و مقوا فشرده مورد آزمایش قرار گرفتند. ساختمان در سال ۱۹۷۸ برچیده شد و بسیاری از پنل‌ها قدرت اصلی خود را حفظ کرده بودند به غیر از مقواها که در معرض فضای باز قرار گرفته بودند. پنل‌های متشکل از عایق پلی استایرن و پوشش کاغذ با غشای تخته سه لا در یک ساختمان در سال ۱۹۶۷ مورد استفاده قرار گرفت و پنل‌های خوبی تا به امروز بوده‌اند.
سیستم این عایقها توسط شرکت ساخت و ساز چوب سنت پائولای کالیفرنیا در خانه و آپارتمان‌های آنجا از سال ۱۹۶۵ تا سال ۱۹۸۴ مورد استفاده قرار گرفت. این کار پایه‌ای برای شرکت‌های جان توماس وودز، پل فلدر وودز، جان دیوید وودز، و فردریک توماس وودز بود که آن‌ها با استفاده از یک مفهوم مشابه برای ثبت اختراع Footing Form برای خانه‌های مدولار اقدام کردند. خانه‌های متعددی در سانتا پائولا، فیلمور، پالم اسپرینگز، و مناطق اطراف آن از پنل‌های عایق را به عنوان روش اصلی ساخت و ساز استفاده کردند. تأیید طراحی توسط ICBO و سپس SBCCI و در حال حاضر ICC انجام می‌شود.

## مصالح
پانل‌های عایق سازه‌ای معمولاً از پانل‌های ساندویچی که در اطراف یک هسته فوم ساخته شده از پلی استایرن (EPS)، پلی استایرن اکسترود (XPS) یا فوم پلی اورتان سخت احاطه شده ساخته شده‌اند، اما مواد دیگری نیز می‌توانند استفاده شوند مانند: تخته سه لا، تخته سه لا فشرده (که برای عملکرد در ترازهای پایین دیوار مورد استفاده قرار می‌گیرند) فولاد، آلومینیوم، صفحه سیمان مانند Hardiebacker، و حتی مواد عجیب و غریب مانند فولاد ضدزنگ، تقویت شده با الیاف پلاستیکی، و اکسید منیزیم. برخی از عایق‌ها از فیبر سیمان یا تخته سه لا ورق برای صفحات کناری، و فیبر کشاورزی مانند کاه گندم، برای هسته عایق استفاده می‌کنند.
جزء سوم در این عایق‌ها نوار باریک یا اتصال دهنده بین پنل‌ها است. یک قطعه نواری معمولاً استفاده می‌شود اما پل حرارتی ایجاد می‌کند و ارزش عایقکاری را کاهش می‌دهد. برای حفظ و بالابردن بازدهی عایق‌ها از طریق نوار باریک، تولیدکنندگان از لبه‌های عایق شده، نوار ترکیبی، قفل‌های مکانیکی، همپوشانی صفحه‌های رشته‌ای یا دیگر روش‌های خلاقانه استفاده می‌کنند. بر حسب روش انتخاب شده، مزایای دیگر مانند اتصال کامل سطوح یا افزایش قدرت ساختاری ممکن است بدست آید.

## مزایا و معایب
استفاده از عایق‌ها مزایای بسیاری و برخی از معایب که در مقایسه با یک ساختمان معمولی ساخته می‌شود به ارمغان می‌آورد.
هزینه عایق‌ها بالاتر از مواد معمول برای یک ساختمان مشابه در ایالات متحده آمریکا هستند؛ با این حال، این ممکن است برای مکان دیگر درست نباشد. یک خانه که به خوبی با این پانل‌ها ساخته شده یک پوشش متراکم تر و دیوارهای عایق تری خواهد داشت که منجر به مصرف کمتر و افزایش هزینه‌های ساخت می‌گردد. همچنین، با توجه به استانداردسازی و همه آنچه که در وجود پانل‌ها است، زمان ساخت و ساز و همچنین نیاز به نیروی انسانی می‌تواند کمتر شود.
پنل‌های ساندویچی می‌تواند به عنوان کف، دیوار و سقف استفاده شود، استفاده از پنل‌های کف به عنوان عایق زمانی که بالاتر از یک فضای خالی استفاده می‌شود بسیار بهینه می‌باشد. به عنوان یک نتیجه، هزینه چرخه کل عمر یک ساختمان که از این پنل‌های عایق ساخته شده‌است، به‌طور کلی، پایین‌تر از شکل متعارف آن به اندازه ۴۰٪ می‌باشد. در هر صورت هزینه ساخت و ساز کل (مواد و نیروی کار) پایین‌تر از سازه‌های معمولی به نظر می‌رسد که بسته به شرایط متفاوت است، از جمله شرایط کار محلی و نوع کاربری که برای ساختمان در نظر گرفته شده‌است یا برای یک یا فناوری دیگری بهینه شده باشد.
یک سیستم غشایی OSB اساساً در بعضی موارد ساختار خود را در خصوص قدرت تحمل بار بهینه کرده‌است. پانل‌های عایق سازه‌ای تطبیق پذیری خود را برای ترکیب با چارچوب خانه و طراحی‌های سفارشی حفظ کرده‌اند. همچنین از آنجایی که عایق‌ها به عنوان فریم، عایق، پوشش بیرونی کار و… می‌تواند از کارخانه برای این کار خاص پیش بریده شده باشند، نمای بیرونی ساختمان را می‌توان کاملاً به سرعت ساخت.
بعد از اینکه در شرایط آزمایشگاهی آزمایش شد، این پنل‌های عایق، شامل یک دیوار، فونداسیون، طبقه، یا سیستم سقف، در یک حالت ثابت (بدون نفوذ هوا) در محیط نصب می‌شود، سیستم‌های ترکیب عایق فایبر گلاس در محیط‌های حالت پایدار نصب نمی‌شود چرا که آن‌ها نیازبه تهویه هوا به منظور حذف رطوبت دارند.
با یک استثناء از فلزات سازه‌ای مثل فولاد همه مصالح سازه‌ای در طول زمان خزش پیدا می‌کنند. در موردی از این پنل‌ها پتانسیل خزش صفحات OSB با هسته فوم پلی استر مطالعه شد و توصیه‌های طراحی خزش موجود است. آثار درازمدت استفاده غیر متداول صفحات و مواد هسته احتیاج به آزمایش مخصوص مواد برای سنجیدن کمیتهای طراحی خزش دارد.
متأسفانه، جرم کم و سختی بالای پنل‌های عایق ساختاری نامناسب در عملکرد کنترل سر و صدا ایجاد کرده‌است. پارتیشن ساخته شده از عایق‌های ساده معمولاً به کاهش وزن صدا (RW) کمتر از ۳۰ دسی بل، با یک شیب چشمگیر در عملکرد در اواسط فرکانس، یک حریم سخنرانی بسیار ضعیف بین فضاها ایجاد می‌کند. دیوارهای خارجی به‌طور قابل ملاحظه‌ای بهبود می‌یابد هنگامی که روکش فلزی در برابر حفره‌های هوا اضافه شده‌است، اما به کلی در زمنیهٔ کنترل صدا سیستم معمولی چوبی عملکرد بهتری نسبت به عایق‌ها دارد.

#### مزایای عمومی
- SIPها در تمام سطوح طراحی ساختمان، برای معماران، طراحان، سازندگان و ساکنان ساختمان، مزایایی دارند.
- پانل‌ها کاربردهای زیادی از قبیل دیوارهای داخلی، خارجی، کفپوش و سطح بام دارند.
- می‌توان با کمک این پانل‌ها، خرپاهای سقف را حذف کرد. این کار باعث می‌شود که فضایی برای زندگی در قسمت پایینی سقف ایجاد شود.
- SIPها از نظر ساختار نسبت به قاب‌بندی‌های چوب سنتی برتری دارند؛ مستحکم تر هستند و نسبت به تغییر مکان حساسیت کمتری دارند.
- ساختمان‌های ساخته شده با SIP از نظر بازده انرژی، حدود۵۰ درصد نسبت به ساختمان‌های ساخته شده با قاب‌بندی‌های سنتی هستند.
- مقادیر U معادل، با دیواره‌های نازک‌تر به دست می‌آیند.
- می‌توان پانل‌های SIP را با سایر مصالح ساختمانی مانند آجر، بلوک، سنگ، کاشی، تخته سنگ، چوب، فولاد و شیشه ترکیب کرد.

#### مزایا برای معماران و طراحان
- می‌توان ورودی را در مراحل اولیه انتخاب پانل و طراحی ساختمان ارائه داد.
- SIPها فاقد محدودیت‌های مصالح ساختمانی معمولی بوده و آزادی خلاقانه تری ارائه می‌دهند.
- زمان طراحی با SPIها، ترسیم نقشه‌های مونتاژ کامل CAD ساده‌تر است.
- SIPها در کاربردهای تجاری و مسکونی مختلف استفاده می‌شوند و با سایر اشکال ساخت و ساز سازگار هستند. ساختمان‌های ساخته شده با قاب‌بندی‌های سنتی، به راحتی با استفاده از SIPها تکمیل یا تعمیر می‌شوند.

#### مزایا برای سازندگان
- کاربرد SIPها، مدت زمان ساخت را دو یا سه برابر کوتاه می‌کند.
- به نظارت کمتری در محل ساختمان نیاز است.
- هیچ ابزار تخصصی ای لازم نیست.
- برآورد هزینه‌ها، فرایند ساده‌تر و دقیق تری است.

#### مزایا برای ساکنان
- ساختمان‌های ساخته شده با SIPها نسبت به هوا غیرقابل نفوذ هستند.
- سیستم‌های سقف SIP نیازی به خرپا ندارند و فضایی برای زندگی در قسمت پایینی سقف ایجاد می‌شود.
- خانه‌ها یا محیط‌های کار در زمان استفاده از SIPها، بسیار سریع تر از کاربرد قاب‌بندی‌های سنتی ساخته می‌شود.
- هزینه‌های کارگری در مقایسه با قاب‌بندی سنتی کمتر می‌شود.
- صورت حساب‌های انرژی در پانل بین ۵۰ تا ۶۰ درصد کاهش می‌یابد.
- ساختمان‌های ساخته شده با SIPها، بسیار آرام‌تر و بی سر و صداتر از ساختمان‌های ساخته شده با قاب‌بندی‌های سنتی هستند. SPIها جزءِ مهمی در طراحی عایق‌های صوتی هستند.

## ابعاد و ویژگی‌ها
در کشور آمریکا، عایق‌ها معمولاً در اندازه‌های مختلف از ۴ فوت (۱٫۲۲ متر) به ۲۴ فوت (۷٫۳۲ متر) عرض دارد. در جای دیگر، ابعاد محصول معمولی ۳۰۰، ۶۰۰، یا ۱٬۲۰۰ میلی‌متر عرض و ۲٫۴، ۲٫۷، و ۳ متر طول، با سقف عایق تا ۶ متر طول دارد. اندازه‌های کوچکتر برای سهولت حمل و نقل و حمل و نقل است، اما استفاده از پنل بزرگتر این امکان را خواهد داد که برای ساختمان عایق بهتری ایجاد کنید.
در ۱۵–۲۰ کیلوگرم / متر مربع، پنل‌های دیگر دشوار می‌شود که دسترسی بدون استفاده از یک جرثقیل به موقعیت آن‌ها را مشکل می‌سازد، و این یک نظر است که باید به حساب را به دلیل هزینه و محدودیت‌های سایت گرفته شده‌است. همچنین توجه داشته باشید که وقتی برای شرایط خاص مورد نیاز دهانه‌های طولانی‌تر اغلب می‌تواند درخواست شود، از جمله برای یک دوره سقف بلند. نمونه ایالات متحده این است. ارتفاع برای پانل‌های هشت یا نه فوت (۲٫۴۴–۲٫۷۵ متر) است. پانل در عرض ۴ تا ۱۲ اینچ ضخامت آمده و هزینه خشن دلار 4- 6 / FT2 در آمریکا است در 4Q ۲۰۱۰، روش‌های جدید از تشکیل شعاع، منحنی سینوسی، قوس و SIPها لوله توسعه داده‌اند. با توجه به ماهیت سفارشی و مشکل فنی تشکیل و درمان شکل خاص، قیمت گذاری معمولاً سه یا چهار بار است که از پانل‌های استاندارد در هر فوت است.
ویژگی‌های آب بندی هوا از خانه‌های عایق در برنامه انرژی استار سازمان حفاظت محیط زیست برای ایجاد یک پروتکل بازرسی به جای آزمون درب دمنده معمولاً مورد نیاز برای ارزیابی نشت هوا از خانه است. این خدمت به سرعت روند و صرفه جویی در پول سازنده / صاحب خانه است.

## استاندارد و طراحی

ساخت یک خانه پیش ساخته مدولار

کد بین‌المللی ساختمان اشاره APA، تخته سه لا مشخصات طراحی ۴-طراحی و ساخت ساندویچ پنل تخته سه لایی برای طراحی عایق‌ها است. این سند مهندسی مکانیک پایه‌ای از پنل‌های عایق است، اما خصوصیات طراحی برای پنل‌های ارائه شده توسط هر تولیدکننده خاص را ارائه نمی‌دهد. در سال ۲۰۰۷، مفاد طراحی تجویزی برای OSB مواجه عایق‌ها برای اولین بار در سال ۲۰۰۶ بین‌المللی کد مسکونی معرفی شدند. این مقررات ارائه راهنمایی در استفاده از عایق‌ها به عنوان دیوار تنها است.

## کاربرد پانل عایق سازه ای
از این مصالح ساختمانی در زمینه ای مختلفی از جمله ساخت سازهای سریع استفاده می‌شود، کاربردهای بسیاری در صنعت دارد، یکی دیگر از مهم‌ترین کاربردهای این مصالح به‌کارگیری در ساخت سوله می‌باشد.
با استفاده از پانل عای عایق سازه ای سبب شده‌است اتاق‌های ایزوله مورد استفاده قرار بگیرد و در نتیجه سبب پیدایش اتاق‌های ایزوله از نظر دمایی شد، استفاده از اتاق‌های ایزوله معمولاً در اتاق‌های عمل و شرکت‌های داروسازی مورد استفاده قرار می‌گیرد.
پانل عایق دارای مدل‌های مختلف در طرح و ابعاد مورد نیاز می‌باشد، استفاده از عایق‌های مختلف سبب شده‌است هر نوع پانل عایق دارای خصوصیات ویژه ای باشد، بعضی از آن‌های عایق‌های گرما و سرما می‌باشد. نوع عایق‌های به کار برده در آن سبب شده‌است تا این مصالح در مکان‌های مختلف به کار برده شود.